# フェルミ気体
フェルミ気体 (英: Fermi gas) とは、数多くのフェルミ粒子（名前はエンリコ・フェルミに由来）の集まった相のこと。
フェルミ粒子はフェルミ＝ディラック統計に従う粒子である。
これらの統計は熱平衡状態のフェルミ気体におけるフェルミ粒子のエネルギー分布を決め、その数密度、温度、可能なエネルギー状態の組によって特徴づけられる。
パウリの排他原理により同じ量子数の組をもつ量子状態を２つ以上のフェルミ粒子がとることができない。
よってボース気体とは異なり、相互作用のないフェルミ気体はボース＝アインシュタイン凝縮を起こすことは禁じられるが、相互作用があるフェルミ気体では凝縮を起こす場合もある。
絶対零度でのフェルミ気体の全エネルギーは１粒子基底状態の和よりも大きくなる。
なぜならパウリの排他原理は、ある種の相互作用や圧力によって互いのフェルミ粒子が同じ状態にならないように動くことを意味しているからである。
この理由のため、古典的な理想気体とは対照的に、温度０においてもフェルミ気体の圧力は０にはならない。
縮退圧と呼ばれるこの圧力は、中性子星（中性子のフェルミ気体）や白色矮星（電子のフェルミ気体）を、表面上は星を崩壊させブラックホールにする内部へ向かう重力に対して安定化する。
星が十分に質量を持ち、縮退圧に打ち勝つときにのみ、崩壊して特異点となる。
その温度以下では気体は縮退すると言えるような温度が定義でき、フェルミ温度という（そのときの圧力はほぼパウリの原理のみに由来する）。
フェルミ温度はフェルミ粒子の質量とエネルギー状態密度に依存する。
金属では、電子気体のフェルミ温度は一般的に数千ケルビンであり、日常的な条件では縮退しているといえる。
温度ゼロでのフェルミ粒子のエネルギー最大値はフェルミエネルギーと呼ばれる。
運動量空間におけるフェルミエネルギー面は、フェルミ面として知られる。

## 理想フェルミ気体
理想フェルミ気体や自由フェルミ気体は、相互作用のないフェルミ粒子の集まりと仮定する物理モデルである。
これは理想気体の量子力学版でフェルミ粒子を考えた場合である。
白色矮星における電子や中性子星における中性子の振る舞いは、それらを理想フェルミ気体として扱うことで近似できる。
金属や半導体の結晶格子中を動きまわる電子などの周期的な系でも同じようなことができ、擬運動量や結晶運動量（ブロッホ波）と呼ばれるものを用いる。
相互作用は定義により無視されるため、理想フェルミ気体の平衡特性やダイナミクスを扱う問題は、１つの独立な粒子の振る舞いの研究に帰着する。
これにより比較的扱いやすくなり、たとえば摂動論のような、相互作用を扱うより進んだ理論のための出発点を作ってくれる。
フェルミ粒子の濃度は温度によって変化しないと仮定すると、3次元理想フェルミ気体の全化学ポテンシャル {\displaystyle \mu } (フェルミ準位) は、ゾンマーフェルト展開 ( {\displaystyle kT\ll E_{\mathrm {F} }} と仮定)により温度ゼロのフェルミエネルギー {\displaystyle E_{\mathrm {F} }} と次の関係になる。
{\displaystyle \mu =E_{0}+E_{\mathrm {F} }\left[1-{\frac {\pi ^{2}}{12}}\left({\frac {kT}{E_{\mathrm {F} }}}\right)^{2}-{\frac {\pi ^{4}}{80}}\left({\frac {kT}{E_{\mathrm {F} }}}\right)^{4}+\cdots \right]}
ここで {\displaystyle E_{0}} は粒子あたりのポテンシャルエネルギー、{\displaystyle k} はボルツマン定数、{\displaystyle T} は温度である。
よって内部化学ポテンシャル {\displaystyle \mu -E_{0}} は、フェルミ温度 {\displaystyle E_{\mathrm {F} }/k} よりはるかに低い温度でのフェルミエネルギーに近似的に等しくなる。
金属におけるフェルミ温度は105ケルビンのオーダーであるため、室温(300 K)ではフェルミエネルギーと内部化学ポテンシャルは本質的に同等となる。